# Besenczi Árpád
Besenczi Árpád (Pécs, 1965. július 18. –) Jászai Mari-díjas magyar színész, színházigazgató.

## Életpályája
1983–1989 között a Janus Pannonius Tudományegyetem Jogtudományi Karának hallgatója volt; ugyanebben az időszakban a Pécsi Egyetemi Színpadon is fellépett Kulka Jánossal és Lang Györgyivel. 1989–1993 között a Pécsi Nemzeti Színház színésze volt. 
1993 óta a József Attila Színház tagja. 2010 óta a zalaegerszegi Hevesi Sándor Színház igazgatója.

## Színházi szerepei
- Szirmai-Bakonyi: Mágnás Miska....Eleméri gróf; Cigány
- Leigh: La Mancha lovagja....A borbély
- William Shakespeare: Antonius és Kleopátra....Canidius
- Romhányi József: Csipkerózsika....Bonifác
- Kesey: Kakukkfészek....Martini
- Voskovec-Werich: A nehéz Barbara....Gusztáv
- Kálmán Imre: Csárdáskirálynő....
- Schwartz: Godspell avagy Isteni játék....Robin
- Feydeau: Bolha a fülbe....Etienne
- Schiller: Don Carlos....Domingo
- Meilhac-Milhaud: Nebáncsvirág....Celestin; Chateau-Gibis
- Orton: Amit a lakáj látott....Dr. Rance
- Szép Ernő: Vőlegény....Rudi
- Shaffer: Vígjáték sötétben....
- William Shakespeare: Szentivánéji álom....Zuboly
- Kornis Mihály: Hallelujah....Sóstai
- Kander: The Rink....Buddy; Hiram; Mrs. Jackson; Hapsi 3.; Fausto bácsi
- Labiche: A florentin kalap....Beauperthuis
- Bulgakov: Optimista komédia....Rokk; Karnagy
- Bresan: Paraszt Hamlet....Skoko
- Hašek: Svejk, a derék katona....Lukas főhadnagy; Civil
- Madách Imre: Az ember tragédiája....Ádám
- Carlo Goldoni: A hazug....Arlecchino
- William Shakespeare: Tévedések vígjátéka....Ephesusi Dromio
- Styne: Gypsy....Jocko bácsi; Papsie; Kringelein; Cratchitt kisasszony; Cigar; Georgie; Weber; Goldstone; Pastey
- Dumas: A három testőr avagy az élők mindig gyanúsak....D'Artagnan; Porthos
- László Miklós: Illatszertár....Detektív
- William Shakespeare: Kupeckomédia....
- Szilágyi László: Én és a kisöcsém....Vas
- Mann-Mnouchkine-Dobai-Szabó: Mefisztó....Ottó Ulrichs
- Molnár Ferenc: Előjáték Lear királyhoz....Dr. Kiss
- Shaw: Szent Johanna....Katona
- Schwab: Népirtás avagy nem funkcionál a májam....Herrmann
- Móricz Zsigmond: Rokonok....Dr. Kopjáss István főügyész
- Jonson: Volpone....Bíró
- Békeffi István: Párizsi divat....Hoffmann Jenő
- Cooney: A miniszter félrelép....A hulla
- Spiró György: Vircsaft....Tanár
- Henrik Ibsen: Hedda Gabler....Jörgen Tesman
- Thury Zoltán: Katonák....Marjay Sándor
- Molnár Ferenc: A doktor úr....Csató
- Paso: Mennyből a... hulla....Carlos
- Kishon: A házasságlevél....Buki; Daniel Borozovszki
- Szigligeti Ede: Liliomfi....Gyuri; Kányai
- Carlo Goldoni: A szmirnai impresszárió....Beltrame
- Papazov: A három tökfej....Filkó
- Marc Camoletti: Hatan pizsamában....Bernard
- Frayn: Ugyanaz hátulról....Frederick Fellowes
- Kardos G. György: Villon és a többiek....Jean Cotard
- Veber: Balfácánt vacsorára!....Leblanc
- Molnár Ferenc: Liliom....Linzmann
- Orton: Szajré....Truscott
- Móricz Zsigmond: Légy jó mindhalálig....Igazgató
- Molière: A Dudás Gyuri....Dudás Gyuri
- William Shakespeare: A makrancos hölgy....Tranio
- Ludwig: Botrány az Operában....Max
- Petőfi Sándor: A helység kalapácsa....
- Hajdu Sándor: Mulató....
- Kodály Zoltán: Háry János....Ebelasztin
- Szilágyi Andor: Lássuk a medvét!....Gyalog Gyula
- Keroul-Barré: Léni néni...Dutilleul
- Csehov: A manó....Fjodor Ivanovics
- Horváth Péter: Kilencen, mint a gonoszok....Rezső
- William Shakespeare: Hamlet....Horatio; Laertes; Cimbora; Osric
- O'Neill: Hosszú út az éjszakába....ifj. James Tyrone
- Kern András: Spencer....Rendező
- Mikszáth Kálmán: Különös házasság....Tóth Istók
- Ludwig: Primadonnák....Jack Gable
- Kuan: A kobra....Juraj Ardonjak
- Ibsen: Nóra....Torvald Helmer ügyvéd
- Alechem: Marienbad....Slajme
- Pörtner: Hajmeresztő....Victor Rosetti
- Rejtő-Tasnádi: Vanek úr Afrikában....Braun Ferenc
- Parti-Nagy: Tisztújítás....Tornyai
- Székelyhidi Ágoston: Emlékművek (1956)....Szobrász; Öreg; Mester; Barát
- Csokonai Vitéz Mihály: Karnyóné....Kuruzs
- Gáli-Darvasi: Szabadság-hegy....András
- Poiret: Őrült nők ketrece....Georges Barchét képviselőjelölt
- William Shakespeare: Ahogy tetszik....Elűzött Herceg öccse
- Holberg: Ravaszy és Szerencsés....Bíró
- Gábor Andor: Dollárpapa....Szekeres Jenő
- Ambjornsen: Minden jót, Elling!....Kjell Bjarne
- Cooney-Chapman: Kölcsönlakás....Philip Markham
- Veber: Bérgyilkos a barátom...Pignon
- Gorkij: Éjjeli menedékhely....Bubnov
- Cooney-Hilton: Négyesikrek....Billy Hickory Wood
- Hamvai Kornél: Harmadik figyelmeztetés.....Remete Gyula
- Lloyd-Croft: Hallo, hallo!....René Artois
- Magnier: Oscar....Betrand Barnier
- Egressy Zoltán: Portugál....Csipesz
- Cooney-Chapman: Duplafoglalás....Philip Markham
- Agatha Christie: ...És már senki sem....Lawrence Wargrave

## Filmjei

### Játékfilmek
- Cha-Cha-Cha (1982)
- A Brooklyni testvér (1995)
- Üvegtigris (2001)
- Csocsó, avagy éljen május elseje! (2001)
- Hamvadó cigarettavég (2001)
- Világszám! (2004)
- Üvegtigris 2. (2006)
- Valami Amerika 2. (2008)
- Made in Hungária (2009)
- Üvegtigris 3. (2010)
- ZooKids - Mentsük meg az Állatkertet! (2011)

### Tévéfilmek
- Kisváros (1993, 1998)
- Éretlenek (1995)
- Hello Doki (1996)
- Komédiások (2000)
- Pasik! (2001)
- Kérnék egy kocsit (2002)
- Limonádé (2002)
- Vadkörték - A tihanyi kincsvadászat (2003)
- Barátok közt (2006)
- Jumurdzsák gyűrűje (2006)
- Legyetek szeretettel (2023)
- Karnyóné
- Horváth Péter: Kilencen, mint a Gonoszok

### Tévémagazinok
- Dili buli (2001)
- Szeszélyes évszakok (2004)
- Szeszélyes (2006-2007)
- Csíííz

## Szinkronszerepei
- A leghosszabb nap: A Királyi Légierő pilótája a repülőbázison - Donald Houston
- A tizedik királyság: Anthony 'Tony' Lewis - John Larroquette
- A vipera: Aguirre professzor – Guillermo Rivas
- Atlantisz - Az elveszett birodalom: Gaetan ‘Mole’ Moliere - Corey Burton
- Derrick (Duna TV-s szinkron): Harry Klein - Fritz Wepper
- Te szent ég!: Wolfgang Wöller - Fritz Wepper
- Dexter: Angel Batista - David Zaya
- Doc Martin: Bert Large - Ian McNeice
- Doki: Dr. Derek Hebert - Derek McGrath
- Drága doktor úr: Mariano - Vincenzo Crocitti
- Dunai zsaruk: Oberstleutnant Helmuth Nowak - Gregor Seberg
- Életfogytig zsaru - Bobby Starks - Brent Sexton
- Hack - mindörökké zsaru: Mike Olshansky - David Morse
- Így neveld a sárkányodat: Bélhangos - Craig Ferguson
- Így neveld a sárkányodat 2.: Bélhangos - Craig Ferguson
- Így neveld a sárkányodat 3.: Bélhangos - Craig Ferguson
- Különleges ügyosztály (esküdt ellenségek): Captain Donald Cragen - Dann Florek
- Lost – Eltűntek: Ben Linus - Michael Emerson
- Papás-mamás: Andy - Larry Joe Campbell
- Sophie - a nem kívánt jegyesség: Graf Otto von Ahlen - Hermann Giefer
- Tízparancsolat: Dathan - Edward G. Robinson
- Vízi zsaruk: Dave McCall - Scott Burgess
- Jim szerint a világ: Andy
- A nevem Earl: Billy Hoyne, Jeff Hoyne - Billy Gardell (1. hang)
- A célszemély: Harold Finch-Michael Emerson
- Az ifjú Sheldon: George Cooper - Lance Barber
- A galaxis őrzői: Rhomann Dey - John C. Reilly
- Pókember: Nincs hazaút: Dr. Otto Octavius - Alfred Molina
- Taplógáz: Ricky Bobby legendája: Cal Naughton, Jr. - John C. Reilly

## Díjai
- Pro Teatro-díj (1992)
- József Attila-gyűrű (1997, 2000, 2004, 2006)
- Kaló Flórián-díj (2008)
- Jászai Mari-díj (2009)
- Területi Prima díj (2013)